# Schienenverkehr in Iran
Der Schienenverkehr in Iran wird im Wesentlichen von der Eisenbahngesellschaft der Islamischen Republik Iran (RAI; persisch شركت راه آهن جمهوری اسلامی ایران scherkat-e rah ahan dschomhuri-ye eslami-ye Iran oder allgemein راه آهن ایران Rah Ahan-e Iran) betrieben. Darüber hinaus gibt es private Eisenbahnverkehrsunternehmen sowie lokale Betriebe, die ÖPNV auf der Schiene anbieten.
Die Eisenbahn in Iran ist an das europäische Regelspurnetz angebunden und wendet die gleichen Normen an.

## Geschichte

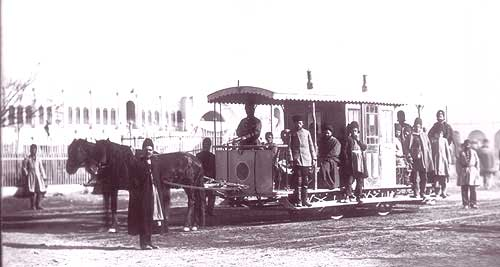
Erste Eisenbahn Persiens: eine Pferdebahn (1888)

### Politische Blockade
Im 19. Jahrhundert konkurrierten das Russische Kaiserreich und Großbritannien um die Vorherrschaft in Zentralasien (The Great Game). Iran (damals: „Persien“) befand sich in einem Interessenkonflikt zwischen dem Russischen Kaiserreich, das von Norden her Zugang zum Persischen Golf suchte, und Großbritannien, das dies im Interesse seiner Kolonie Britisch-Indien verhindern wollte und seinerseits vom Osten her eine Bahnverbindung bis zum Mittelmeer herzustellen versuchte. Alle Eisenbahnprojekte dieser Zeit in Iran sind unter diesem Interessenkonflikt zu sehen. Es gab seit dem Ende des 19. Jahrhunderts Pläne zum Bahnbau in Iran; deren Ausführung scheiterte aber an wechselseitiger Blockade der Großmächte. Der Konflikt der beiden Mächte gipfelte in einem Vertrag, in dem die iranische Regierung die Zusage gab, für einige Zeit auf den Bahnbau zu verzichten.
Erste Pläne für den Bau einer Eisenbahn in Iran stammen aus der Regierungszeit von Nasser-Din Schah. Paul Julius Reuter erhielt am 25. Juli 1872 eine Generalkonzession für die Industrialisierung Irans. 1873 wurde die an Reuter gegebene Konzession zum Bau einer Eisenbahn in Iran auf russisches Betreiben hin (damals regierte Zar Alexander II.) annulliert.
1882 erhielt ein französischer Geschäftsmann die Konzession für den Bau einer Bahnstrecke zwischen Rascht und Teheran. Ihm fehlte aber das erforderliche Kapital; die Arbeiten wurden kurz nach Beginn wieder eingestellt.
Ebenfalls von Franzosen übernahm ein belgisches Unternehmen die Konzession für den Bau einer Strecke zwischen Teheran und Rey. Für 2 Millionen belgische Franc wurde eine Schmalspurbahn gebaut und Personenwaggons wurden nach Persien transportiert. Diese erste persische Bahnstrecke war 8,7 km lang, wurde 1888 als meterspurige Pferdebahn eingeweiht, später mit Dampflokomotiven betrieben und 1962 stillgelegt.

### Erste Fernstrecken
Im Rahmen der britisch-russischen Invasion Irans im Ersten Weltkrieg errichtete das russische Militär von 1914 bis 1916 die 146 km lange Bahnstrecke Täbris–Dscholfa in russischer Breitspur. Dies war die erste Fernstrecke des Landes. 1921 wurden die Bahnanlagen, soweit sie auf iranischem Staatsgebiet lagen, von der Sowjetunion an den iranischen Staat übergeben. Der 53 km lange Abzweig von Sufian an der Hauptstrecke nach Scharaf Chanech Ufer des Urmiasees war in den 1970er Jahren Ausgangspunkt der Bahnstrecke Van–Täbris.

### Transiranische Eisenbahn

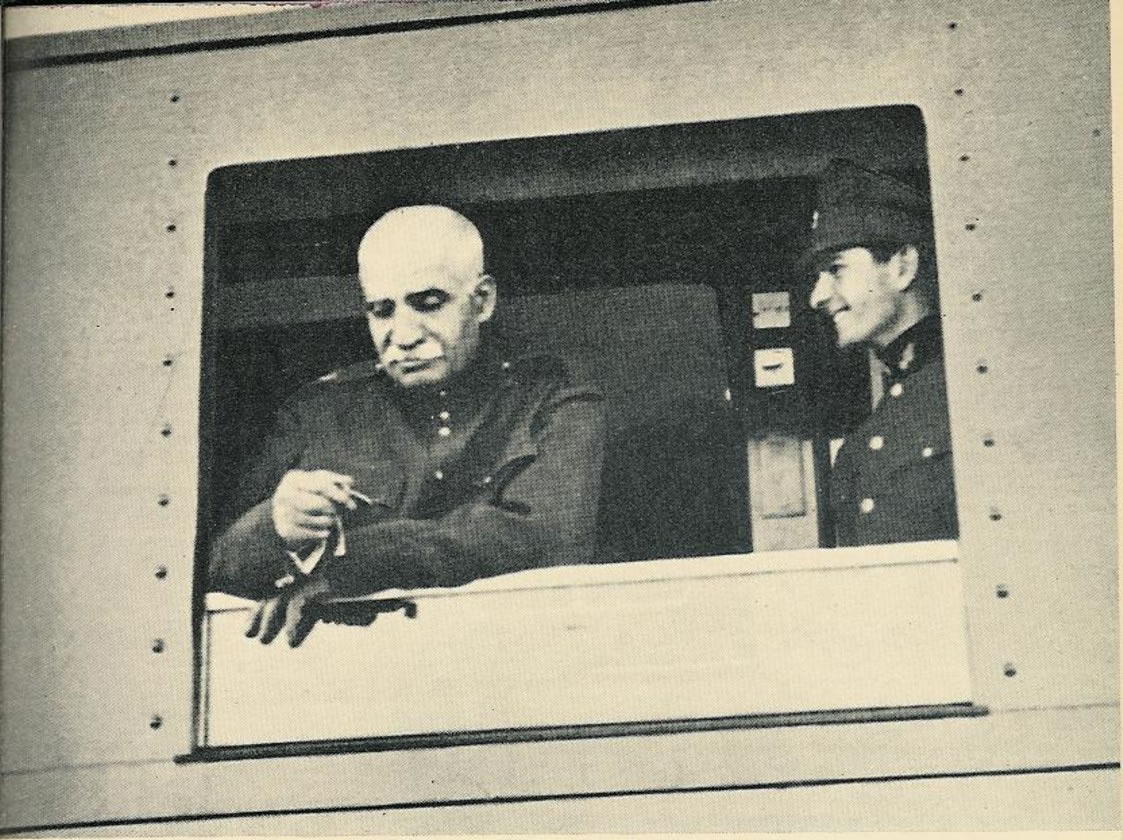
Reza Schah Pahlavi und der damalige Kronprinz und spätere Schah Mohammad Reza Pahlavi am Fenster eines Salonwagens

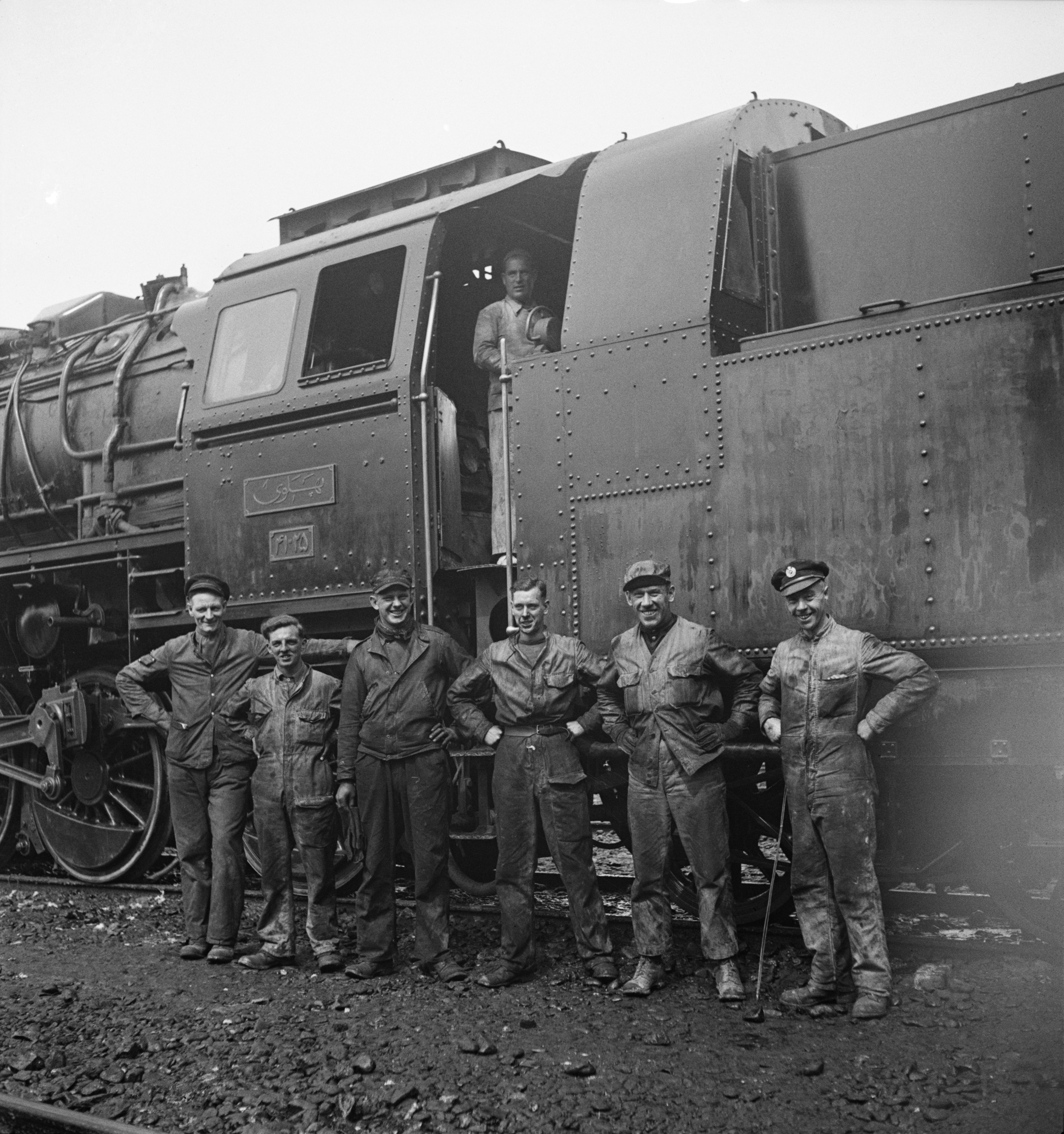
US-amerikanisches und britisches Militär-Eisenbahnpersonal vor ihrer Lokomotive auf der Transiranischen Eisenbahn

Das erste große inneriranische Bahnprojekt war die Transiranische Eisenbahn. Nachdem Russland durch die Oktoberrevolution als Großmacht ausgefallen war, stellten Eisenbahnprojekte in Iran für Großbritannien keine Bedrohung mehr dar. Hinzu kamen US-amerikanische Interessen, das Land mit seinen Erdöl-Vorkommen besser zu erschließen. So wurde seit Ende der 1920er Jahre unter Reza Schah die Transiranische Eisenbahn als Nord-Süd-Strecke zwischen persischem Golf und Kaspischem Meer errichtet und 1938 in Betrieb genommen. Die streckenweise überaus schwierige Topografie erforderte etwa 3000 Brücken und zahlreiche Tunnel, 120 davon allein im Zāgros-Gebirge. In diesem Zusammenhang wurde 1929 die Iranische Staatsbahn gegründet.
1941, während des Zweiten Weltkriegs, kam es zur anglo-sowjetischen Invasion Irans. Der Bahnbetrieb wurde von US-amerikanischen (3473 Soldaten) und sowjetischen Truppen übernommen und als „persischer Korridor“ betrieben. Auf ihm wurden kriegswichtige amerikanische Güter in die Sowjetunion befördert. Dabei kamen auch amerikanische Diesellokomotiven der Baureihe ALCO RSD-1 zum Einsatz.

### Ausbau
Nach dem Zweiten Weltkrieg übernahm Iran 1946 das im Nordwesten des Landes durch die Rote Armee errichtete Breitspurnetz, das in den folgenden Jahren auf Normalspur umgespurt wurde. Unter Mohammad Reza Schah wurde das Eisenbahnnetz des Landes weiter ausgebaut. Nach 1979 verlangsamte sich der Streckenausbau zunächst aufgrund der Islamischen Revolution und des Ersten Golfkriegs. Seit Beginn der 1990er Jahre wurde der Ausbau des Netzes wieder verstärkt vorangetrieben.
1975 wurde die Bahnstrecke Täbris–Dscholfa als erste Strecke in Iran elektrifiziert. Durch das preisgünstig zur Verfügung stehende Erdöl gibt es dafür keinen ökonomischen Anreiz; das übrige Netz der Iranischen Eisenbahn wird auch heute noch mit Diesellokomotiven und Dieseltriebwagen betrieben.

## Projekte

### Inland
Die Vorhaben leiden alle unter den Wirtschaftssanktionen, die gegen Iran bestehen. Bis 2025 sollte das Streckennetz auf 25.000 km ausgebaut werden.
Es besteht ein Projekt, um den Nordabschnitt der Transiranischen Eisenbahn in einer Kooperation mit Russland zwischen der Grenze zu Turkmenistan und Garmsar (495 km) zu elektrifizieren. Weiter besteht ein entsprechendes Projekt für die 926 km lange Verbindung Teheran–Maschad (der in Garmsar anschließende Nordabschnitt der Transiranischen Eisenbahn und die Bahnstrecke Garmsar–Maschhad) in Kooperation mit China.

### Grenzüberschreitender Verkehr
Zwei internationale Eisenbahnkorridore der OSShD, Nr. 6 in Ost-West-Richtung (Volksrepublik China – Mittelmeer) und Nr. 11 in Nord-Süd-Richtung (Nordeuropa / St. Petersburg – Indischer Ozean / Persischer Golf), queren Iran und sollen errichtet oder ausgebaut werden.
- Die Bahnstrecke Qazvin–Astara nach Aserbaidschan mit Spurwechsel in Astara ist bis Rascht fertiggestellt und befindet sich in Betrieb, der Abschnitt nördlich von Rascht befindet sich im Bau.
- Im Bau befindet sich weiter die Bahnstrecke Torbat-e Heidarije–Herat (Afghanistan).[8][9]
- Seit dem Jahr 2000 gibt es eine Vereinbarung mit dem Irak über eine eingleisige grenzüberschreitende Bahnstrecke Kermanshah–Khosravi(–Bagdad) über Mosul,[10] 536 km. Der Bau sollte 2016 abgeschlossen sein, wurde aber durch die politische Lage im Irak nicht einmal begonnen.[11]
- Im Bau befindet sich dagegen (2023) die grenzüberschreitende Bahnstrecke Chorramschahr–Basra.[12]
- Bei Bāzargān soll ein zweiter Grenzbahnhof für den Verkehr mit der Türkei entstehen.[13]
- Eine Bahnstrecke zwischen Armenien und Iran ist angedacht, wurde aber bisher nicht verwirklicht.[14]

## Technische Parameter
Aufgrund der sehr gebirgigen Topografie im Landesinneren – die Strecken steigen vom Meeresspiegel bis auf etwa 2500 m an – sind beim Bahnbau oft in großem Umfang Kunstbauten erforderlich.
Der überwiegende Teil des Netzes wurde in Normalspur errichtet. Im grenznahen Gebiet zu den nördlichen Nachbarn gibt es zum Anschluss an deren Netze kurze Strecken in russischer Breitspur (1520 mm). Die Spurwechselanlagen zum Übertritt von Fahrzeugen auf die Breitspur befinden sich in den iranischen Grenzbahnhöfen. Die gesamte Bahnstrecke Zahedan–Quetta nach Pakistan hat eine Spurweite von 1676 mm. In Zahedan fahren die Breitspurzüge aus Richtung Pakistan und die aus dem Westen in je einen eigenen Bahnhof ein. Es gibt keine Spurwechselanlage, Güter müssen umgeladen werden.
Die elektrifizierten Abschnitte des iranischen Eisenbahnnetzes werden mit 25 kV Spannung / 50 Hz Wechselstrom betrieben.
2014 wurde zwischen Teheran und Maschhad (925 km) die automatische Zugsicherung mit dem Sicherungssystem ATP in Betrieb genommen. Dies ist die erste Strecke im iranischen Eisenbahnnetz, die mit einer automatischen Zugsicherung ausgerüstet wurde. Mehr als 10.000 km sollen folgen. 50 Dieseltriebwagen, 30 Diesellokomotiven der Baureihe EuroRunner 24 PC (auch: IranRunner) von Siemens und Mapna Locomotive Engineering and Manufacturing Company sowie 10 weitere Paradis-InterCity-Dieseltriebwagen werden für die Nutzung der Zugsicherung ausgerüstet.
Ebenfalls 2014 befanden sich im Bestand der RAI 645 Lokomotiven und 2076 Personenwagen.

## Organisation

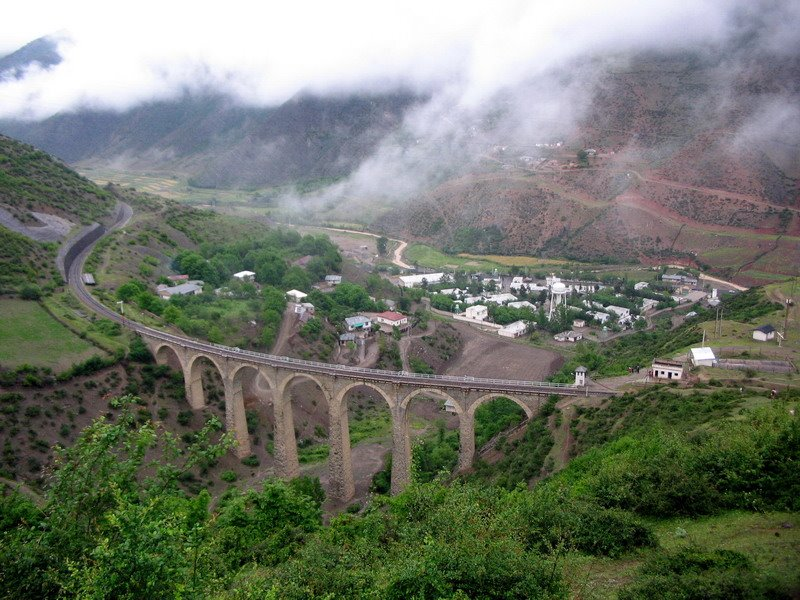
Eisenbahnbrücke bei Do Ab in der Provinz Māzandarān auf der Strecke von Gorgan nach Bandar-e Torkaman

Die Eisenbahninfrastruktur wird als Staatsbahn von der Eisenbahngesellschaft der Islamischen Republik Iran (IRIR oder RAI) betrieben.
Die Gesellschaft untersteht der Aufsicht des Ministeriums für Straßen und Verkehr. Soweit die IRIR als Eisenbahnverkehrsunternehmen tätig ist, wird dieser Verkehr durch zwei getrennte Tochterfirmen durchgeführt:
- Die Raja Rail Transportation fährt seit 1996 Personenzüge[17][18]
- Die Railway Transportation Company betreibt den Güterverkehr.

Darüber hinaus gibt es in Iran eine Reihe weiterer – überwiegend privatrechtlich organisierte und nicht der IRIR gehörende Unternehmen –, die Dienstleistungen im Bereich des Eisenbahnverkehrs anbieten.

## Streckennetz

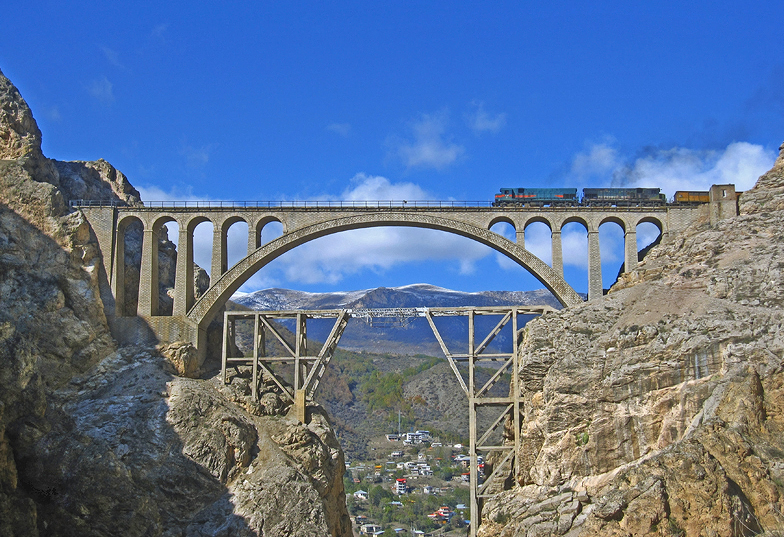
Veresk-Brücke

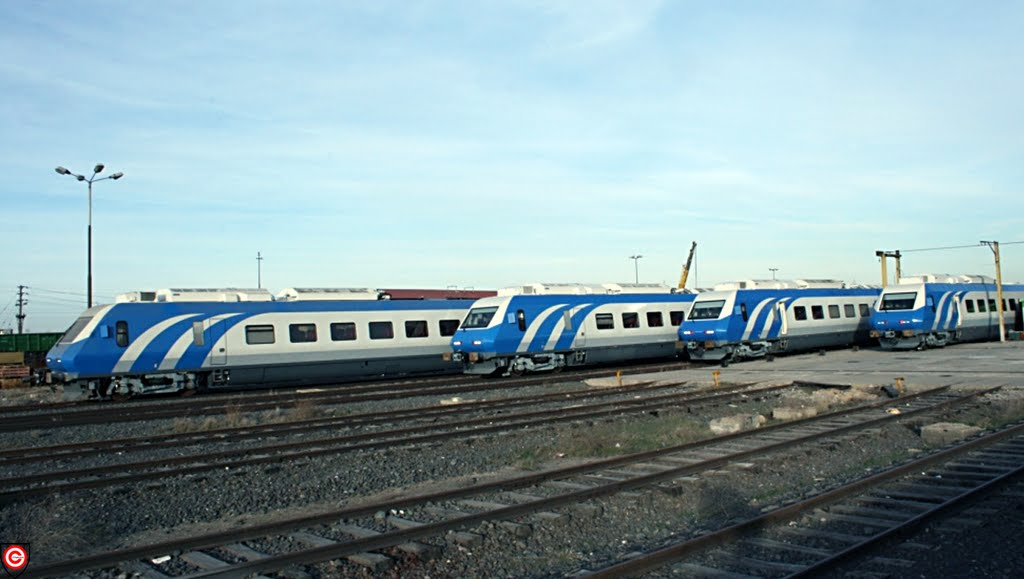
Siemens-Triebzüge für 160 km/h von 2007, hergestellt in Iran

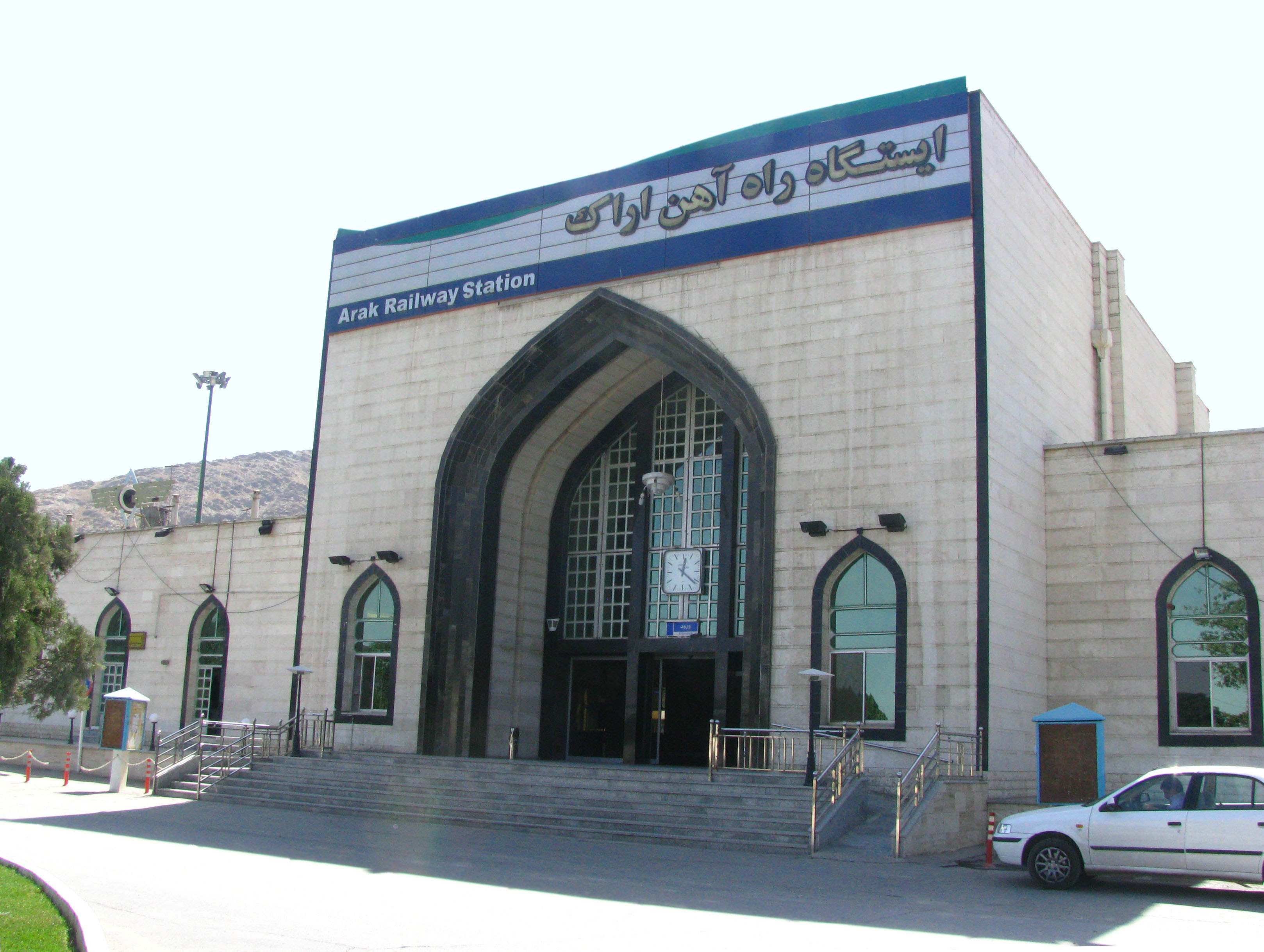
Empfangsgebäude Arak

2019 war das Streckennetz 13.000 km lang. Davon waren 1559 km im Jahr 2014 zweigleisig, 19 km dreigleisig ausgebaut. 9500 km Strecke befanden sich in Bau oder Planung. Bis 2025 soll das Netz auf 25.000 km ausgebaut werden. Trotz dieses ambitionierten Investitionsprogramms besteht weiter ein Investitionsrückstau bei der Infrastruktur und die allgemeine Verkehrspolitik hat auch in Iran dem Straßenverkehr Vorrang gegenüber der Schiene eingeräumt. So beträgt die Transportkapazität der Bahn 1,5 Mio. Tonnen, während die Straße eine Kapazität von 10,5 Mio. Tonnen aufweist.
Zentrale Punkte im iranischen Eisenbahnnetz sind Teheran und Qom, wo jeweils mehrere Strecken aufeinander treffen.

### Strecken in Betrieb
- Bahnstrecke Badrud–Schiras
- Nord-Süd-Bahn (turkmenische Grenze – (Maschhad) – Bandar Abbas)
- Bahnstrecke Teheran–Hamadan
- Bahnstrecke (Teheran–)Garmsar–Maschhad
- Bahnstrecke Qom–Zahedan
- Bahnstrecke Teheran–Täbris
- Bahnstrecke Täbris–Dscholfa(–Autonome Republik Nachitschewan)
- Bahnstrecke Torbat-e Heidarije–Herat, afghanischer Abschnitt noch im Bau
- Transiranische Eisenbahn (Abadan – Teheran – Gorgan)
- Bahnstrecke Van–Täbris (Türkei)
- Bahnstrecke Zahedan–Quetta (Pakistan)
- Bahnstrecke Maragha–Urmia, 184 km, eingleisig, 160 km/h[21]
- Bahnstrecke Qazvin–Astara (Aserbaidschan), bis Rascht (164 km) in Betrieb[22]
- Bahnstrecke Eqlid–Yazd, eröffnet am 29. Juli 2021[23]

### Neubaustrecken abschnittsweise in Betrieb
- Bahnstrecke Arak–Chosrawi, ca. 450 km, eingleisig, bis Kermanschah (267 km) seit 2018 in Betrieb[24]
- Bahnstrecke Mianeh–Ardebil,[25] 175 km, eingleisig, 160 km/h, Abschnitt Firouzabad–Ardebil fertiggestellt
- Bahnstrecke Mianeh–Täbris, 250 km, eingleisig, 160 km/h, Abschnitt bis Khavaran in Betrieb[26]
- Bahnstrecke Teheran–Isfahan, Schnellfahrstrecke, 415 km[8] für 300 km/h, abschnittweise noch im Bau

### Strecken geplant oder im Bau
- Schnellfahrstrecke Qom–Arak[27]
- Die Bahnverbindung Maschhad–Tschabahar,[28] insgesamt ca. 1550 km, das sind:
  - Bahnstrecke Zahedan–Tschahbahar, 750 km, eingleisig, 120 km/h, im Bau, und
  - Bahnstrecke Zahedan–Maschhad, ca. 800 km, in Planung
- Bahnstrecke Schiras–Asaluyeh über Buschehr, 647 km[8]
- Bahnstrecke Sari–Rascht[25]
- Bahnstrecke Dorud–Borudscherd[25]
- Bahnstrecke Buschehr–Asaluyeh, 207 km, eingleisig[25]
- Bahnstrecke Gorgan–Schahrud(–Maschhad),[25] 190 km, eingleisig
- Bahnstrecke Schiras–Bandar Abbas, 354 km, eingleisig, geplant[29]
- Bahnstrecke Hamedan–Dschokar, 75 km[8]
- Bahnstrecke Eqlid–Yasudsch, ca. 165 km, eingleisig, Abschnitt bis Eqlid Stadt (15 km) im Bau

### Grenzübergangsstellen
- in die Türkei zur Türkiye Cumhuriyeti Devlet Demiryolları (TCDD),[Anm. 1]
- in die Autonome Republik Nachitschewan (Spurwechsel) von Aserbaidschan und früher weiter nach Armenien (aufgrund der Feindschaft zwischen Armenien und Aserbaidschan unterbrochen),
- nach Turkmenistan (Spurwechsel) und
- nach Pakistan (Spurwechsel); der Ausbauzustand auf pakistanischer Seite ist allerdings so veraltet, dass seitens Irans dort ein kompletter Streckenneubau vorgeschlagen wurde.[11]

## Verkehr
Zwischen 2013 und 2017 stieg der Anteil der Bahn am Transportaufkommen von 4,4 % auf 12,8 %.

### Personenverkehr

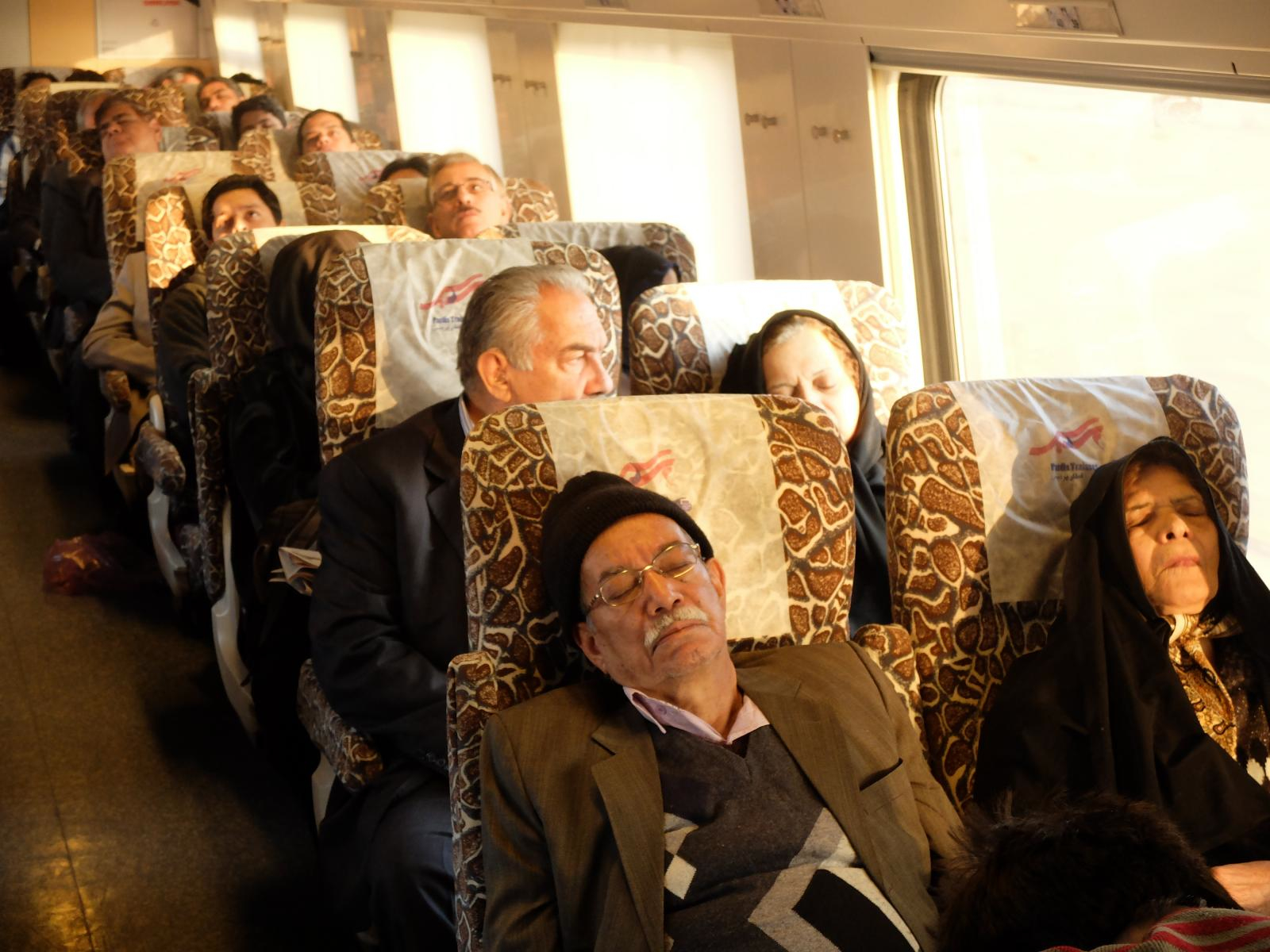
Auf der Fahrt von Yazd nach Teheran (2014)

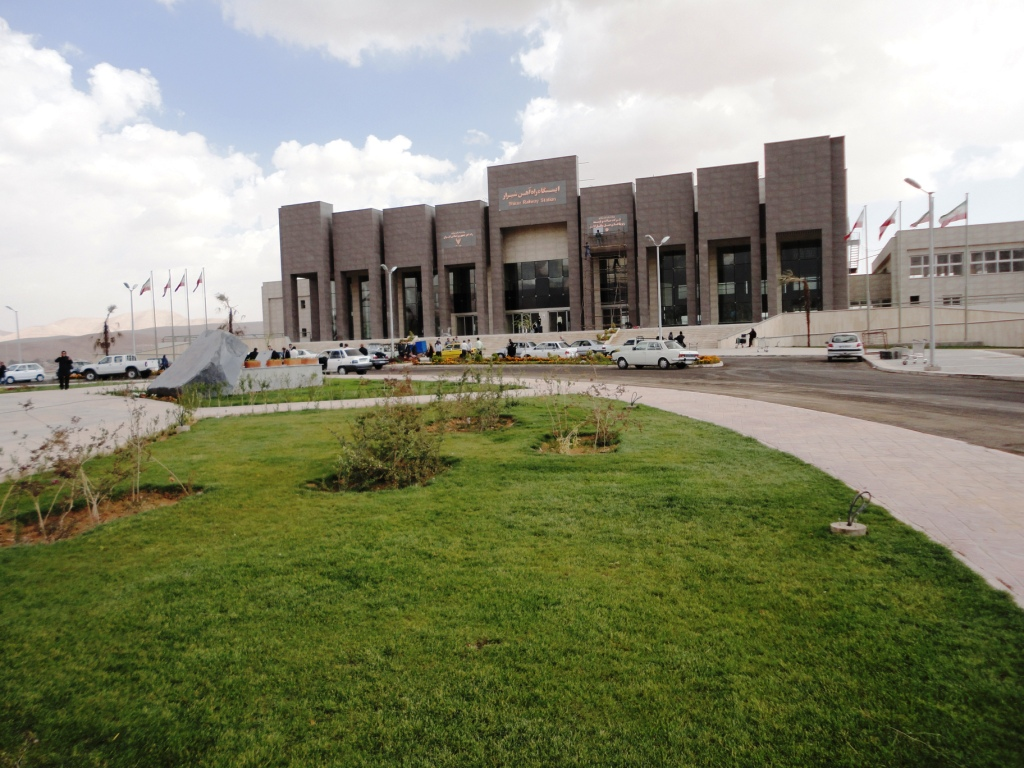
Empfangsgebäude des Bahnhofs in Schiras

2011 beförderte die iranische Eisenbahn 29 Millionen Reisende mit 21 Milliarden Personenkilometern. Das entspricht einem Anteil 11 % des Gesamtverkehrsaufkommens im Land. Die Fernverbindungen werden in der Regel von privaten Anbietern gefahren.
Immer wieder bezieht die iranische Eisenbahn auch Gebraucht-Fahrzeuge aus Europa, auch aus Deutschland.
Während der COVID-19-Pandemie 2020 ergriff die RAI umfangreiche Maßnahmen, um den Betrieb – mit reduziertem Fahrplan – aufrechtzuerhalten.
Bei dem erneuten Versuch, (Güter-)Transitverkehr zwischen Pakistan und der Türkei zu organisieren, wurde auch Reiseverkehr in dieser Relation erwogen.

### Güterverkehr
Zwei Übersee-Häfen des Landes, Bandar Abbas und Mahschahr sind an das Eisenbahnnetz angeschlossen. International sieht sich die iranische Eisenbahn als Drehscheibe des Eisenbahnverkehrs zwischen der Gemeinschaft Unabhängiger Staaten (GUS), China, Indien und Europa. Die Bahn verspricht sich viel von der Betreuung durchgehender Fern-Güterzüge in Verbindungen zwischen diesen Verkehrs-Quell- und -Zielgebieten.
22.000 Wagen standen dem Verkehr 2013 zur Verfügung, 2017 waren es 24.000. 2007 wurde die Bahn teilweise, der Eisenbahn-Güterverkehr insgesamt privatisiert, so dass die Wagen heute unter privater Regie verkehren.
2011 beförderte die iranische Eisenbahn 33 Mio. t Güter bei 22 Milliarden Tonnenkilometern. 2017 umfasste das Transportvolumen 40 Mio. t. Hauptsächlich werden Baumwolle, Düngemittel, Schwefel, Nahrungsmittel und Industriegüter mit der Bahn transportiert. Dass der Anteil der Bahn am Güterverkehr nicht höher ist, liegt auch daran, dass die Eisenbahn (noch) keinen Zugang zu den Quellgebieten einiger Massengüter hat. So besteht 40 % des iranischen Frachtaufkommens aus Masut, das im Nordirak gewonnen und zur Weiterverarbeitung mit Tanklastzügen auf der Straße zu den iranischen Seehäfen gebracht wird. Weiter besteht ein Investitionsrückstau bei den Fahrzeugen. Um den Anteil am Güterverkehrsmarkt zu erhöhen, wurden trotz relativ hoher Inflationsrate die Tarife im Güterverkehr seit acht Jahren nicht erhöht und es werden beim Transport bestimmter Arten von Massengütern erhebliche Rabatte gewährt.
Transitverkehr zwischen Pakistan und der Türkei wird angestrebt. 2009 bis 2011 gab es ein entsprechendes Pilotprojekt, das aber nach acht Zügen in westlicher und sechs in östlicher Richtung wieder aufgegeben wurde. 2022 wurde ein neuer Versuch gestartet. Für die etwa 6.500 km lange Strecke Islamabad–Istanbul wird eine Fahrzeit von 10 Tagen angestrebt (der Pilot-Zug benötigte zwei Wochen, der Seeweg 35 Tage). Auch verkehrte ein Container-Ganzzug zwischen China und Iran, der aber während der COVID-19-Pandemie eingestellt wurde. Dieser Verkehr wurde mit einem ersten Zug am 21. Juli 2024 von Ghom nach Yiwu (Zhejiang, China) wieder aufgenommen.

## Schienengebundener ÖPNV
In den letzten Jahren wurden schienengebundene Verkehrssysteme in verschiedenen Großstädten Irans errichtet.

### U-Bahnen
- U-Bahn Isfahan
- U-Bahn Maschhad
- U-Bahn Schiras
- U-Bahn Täbris
- U-Bahn Teheran

### Stadtbahnen
- Stadtbahn Maschhad